# جاكلين فوستر
جاكلين فوستر هي لاعبة بولينغ كندية، ولدت في 14 ديسمبر 1975.